# 1961 en Algérie
Chronologie de l’Algérie
- 1957
- 1958
- 1959
- 1960
- 1961
- 1962
- 1963
- 1964
- 1965

Cette page concerne l'année 1961 du calendrier grégorien.

## Événements
- 8 janvier : référendum français sur l’autodétermination de l’Algérie. La politique du général de Gaulle est approuvée par près de 75,2 % des suffrages exprimés en métropole et par 69,1 % en Algérie[1].
- 25 janvier : l’avocat Pierre Popie est assassiné (premier meurtre revendiqué par les fondateurs de l’OAS)[1].
- 11 février : création à Madrid de l’Organisation armée secrète (OAS) par Pierre Lagaillarde et Jean-Jacques Susini pour défendre l’Algérie française[2].
- 10 avril : le premier tract de l’OAS est distribué à Alger. « L’OAS frappe où elle veut et quand elle veut »[1].
- 21 - 26 avril : tentative de putsch des généraux à Alger. Dans la nuit du 21 au 22 avril les généraux Challe, Jouhaud, Zeller, rejoint par le général Salan le 23 avril, parviennent à soulever plusieurs régiments dans un coup de force pour s’opposer à la politique algérienne du général de Gaulle. Le 1er régiment étranger de parachutistes commandé par Hélie de Saint-Marc prend le contrôle de la ville. Le putsch durera quatre jours avant son échec[1].
- 23 avril : dans une allocution télévisée, Charles de Gaulle condamne le « quarteron des généraux en retraite » et s’attribue les pleins pouvoirs en vertu de l’article 16 de la Constitution[1].
- 25 avril : opération gerboise verte, dernier essai nucléaire français atmosphérique tiré à Reggane en Algérie[3].
- 25-26 avril : la sédition des généraux prend fin : Gouraud, Challe, puis Zeller se constituent prisonniers[1].
- 10 mai : accident du vol 406 Air France.
- 20 mai-13 juin : échec de la première conférence d’Évian sur l’Algérie[4].

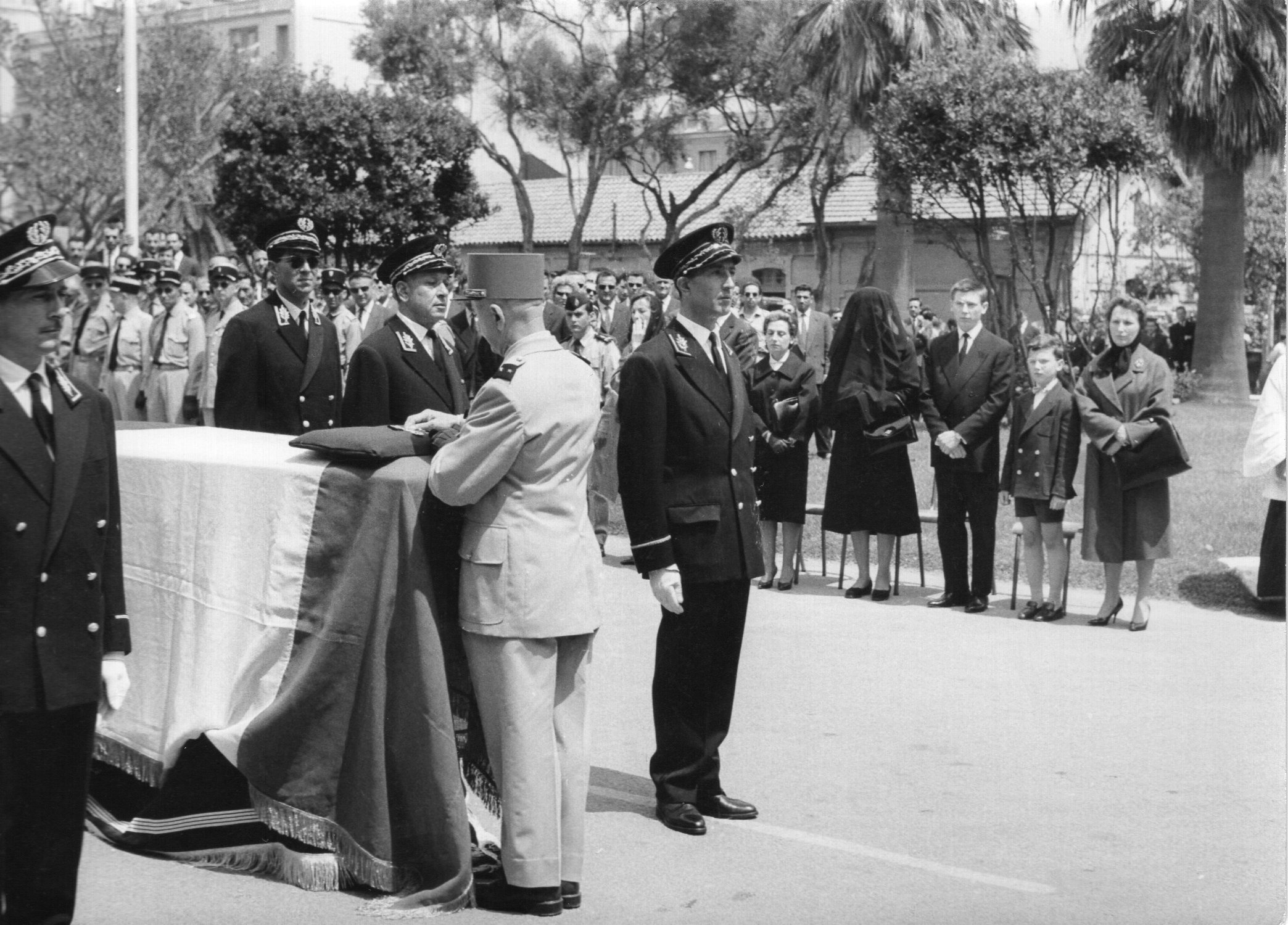
3 juin : obsèques de Roger Gavoury, premier fonctionnaire français tué par l’OAS le 31 mai.

- 29 mai : le général Salan prend la tête de l’Organisation armée secrète[5].
- 5 juillet : sanglants affrontements dans la région de Constantine et d’Alger à l’occasion de la journée nationale organisée par le FLN.
- 11 juillet : les généraux Raoul Salan, Edmond Jouhaud et Paul Gardy sont condamnés à mort par contumace par le Haut Tribunal militaire[6].
- 12 juillet : dans un discours radiotélévisé, De Gaulle déclare « La France accepte sans aucune réserve que les populations algériennes constituent un État entièrement indépendant »[4].
- 29 août : De Gaulle adresse ses instructions au premier ministre Michel Debré et au ministre d’État, chargé des affaires algériennes, Louis Joxe : « Vis-à-vis de l'Algérie, notre politique est celle du dégagement »[7]. Depuis le début du mois de juillet, les troupes françaises se retirent progressivement d’Algérie[8].
- 5 septembre : de Gaulle admet les prétentions algériennes sur le Sahara. La négociation avec le Gouvernement provisoire de la République algérienne (GPRA) reprend le 9 décembre[4].
- 11 - 12 septembre : graves incidents dans le quartier juif d’Oran[9].
- 12 septembre : graves incidents à Bab El-Oued[10].
- 2-20 novembre : Ben Bella et les détenus algériens en France font la grève de la faim pour obtenir le statut de prisonnier politique[11].
- 7 novembre : Agate est le cinquième essai nucléaire et le premier essai nucléaire souterrain de la France. D'une puissance de 10 kt, il a eu lieu à In Ecker, au nord de Tamanrasset, dans le Sahara français. L'explosion fut parfaitement confinée à l'intérieur de la galerie creusée dans la montagne du Taourirt Tan Afella au sein du massif du hoggar[12].

## Naissances en 1961
- 8 juillet : Valérie Benguigui, actrice française († 2 septembre 2013).